# 山下和彦
山下 和彦（やました かずひこ、1962年11月29日 - ）は、大分県宇佐市出身の元プロ野球選手（捕手）・野球指導者。

## 経歴

### プロ入り前
柳ヶ浦高校では3年次の1980年に大分大会で決勝に進むが、大分商業に敗れて甲子園出場を逸する。高校卒業後は1981年に新日本製鐵大分へ入社し、1984年の都市対抗に控え捕手として出場。日本通運との1回戦では代打で適時打を放つなど活躍し、準々決勝に進出するが、この大会に優勝した日産自動車に惜敗。チームメートに大分鉄道管理局から補強の福良淳一がいた。

### 現役時代
同年のドラフト4位で近鉄バファローズに入団。
1985年は二軍暮らしに終始。
1986年には正捕手・梨田昌孝の衰えや故障もあり、一軍昇格を果たして70試合に出場。4月4日の日本ハムとの開幕戦（藤井寺）が初出場となり、この開幕2試合は連敗したが、その後はバットでも存在感を発揮。同23日の西武戦（藤井寺）ではチームの全5得点を1人で稼ぎ、序盤は「山下がスタメンだと負けない」という不敗神話までが生まれるほどであったが、同年は77試合でマスクを被った梨田には届かなかった。
1987年は元日から始動し、116試合に出場して、故障に苦しんでいた梨田の27試合を大きく上回った。内角を突くインサイドワークを武器にし、打者からにらみつけられても、「それで外角が生きる」と平然としていた。若い投手に対しては、首を振られても絶対にサインを変えないなどコワモテで接した一方、投手の心理を把握するため、一緒に飲みに行くなど普段からのコミュニケーションを大事にして、いかに投手の持ち味を生かすかを考え続けた。
1988年は自己最多の117試合に出場し、10月19日のロッテ戦ダブルヘッダー第2試合（川崎）では阿波野秀幸が高沢秀昭にシンカーを投げて同点本塁打を打たれたが、山下はストレートを要求したという。
1989年には規定打席未満ながら自己最高の打率.262、自己最多の20二塁打など課題であった打撃も好調で、9年ぶりのリーグ優勝に貢献してベストナインにも選出される。巨人との日本シリーズでは10月22日の第2戦（藤井寺）で負傷退場。
1990年4月29日のオリックス戦（西宮）では野茂英雄の初勝利、当時の日本記録である17奪三振の際にマスクを被った。それ以降は打撃力の長ける光山英和の台頭で出場試合も減り、古久保健二と共に2番手捕手を争う形になった。
1994年に自己最低の成績に終わり球団からは引退しコーチ要請があったが、現役にこだわり金銭トレードで日本ハムファイターズへ移籍した。
1995年、新天地では移籍初年度に、4年ぶり2度目のシーズン最高守備率1.000を記録。移籍後は出場試合数が再び増えていき、主に若手投手やキップ・グロスが先発時のスタメンや8回以降のリリーフ捕手として活躍。「球団に欠かせない存在」とまで言われもしていた。
1998年、この年ヤクルトから加入した野口寿浩が正捕手となり正捕手だった田口昌徳が控えに回った関係で出場数が激減、この年で引退となった。日本ハム時代の背番号40は引退後の1999年に遠縁の實松一成に引き継がれた。

### 引退後
引退後は横浜ベイスターズ一軍バッテリーコーチ（1999年 - 2000年）を経て、2001年には古巣・近鉄に一軍バッテリーコーチとして7年ぶりに復帰し、同年に12年ぶりで球団史上最後のリーグ優勝に貢献。近鉄コーチ時代に指導した藤井彰人は「僕にとっての師匠は山下和彦さんです。キャッチングの基礎をたたき込んでもらいました。低めのボールを受ける時にミットが落ちる悪い癖を直すことができたのもアドバイスの賜物です。ワンバウンドを止める練習も緩いボールできっちりと形を作るところから始めました。捕球が安定することで正確なスローイングにつながることを自覚させてもらいましたね。何よりも印象的だったのは試合中のイニング間に配球や気づいた点をボールペンで左手で甲に記していく姿でした。今思えば野球ノートを理論整然と残すための下書きだったんです。清書のメモを見せてもらったこともありますがめちゃくちゃきれいで読みやすかった」と述べている。2004年の近鉄とオリックスの合併に伴って退任。
2005年より新球団・東北楽天ゴールデンイーグルス初代一軍バッテリーコーチに就任。
2006年退任。
楽天退団後は大分に帰郷して九州総合スポーツカレッジコーチ（2007年 - 2009年）を務めた。
2010年からは横浜二軍「湘南シーレックス」バッテリーコーチに就任。
2012年から2013年まで一軍バッテリーコーチ。
2014年から2017年までは再び二軍バッテリーコーチを務めた。
2018年からは再び大分に帰郷し、九州総合スポーツカレッジコーチに復帰。同年限りで退任。
2022年11月2日、出身地の大分県を本拠とする九州アジアリーグの大分B-リングスで監督に就任することが発表された。

## 人物・エピソード
- そのしつこいリードから「マムシ」という愛称が定着していたが、そう呼ばれるようになった発端は巡業中に川原で休憩していたところに現れた野生のマムシを石でやっつけてしまい、それをその場で火で焼いて食べたことからである[7]。

- 近鉄時代の応援歌は「ドラえもんのうた」の替え歌。

## 詳細情報

### 年度別打撃成績
| 年 度      | 球 団      | 試 合 | 打 席 | 打 数 | 得 点 | 安 打 | 二 塁 打 | 三 塁 打 | 本 塁 打 | 塁 打 | 打 点 | 盗 塁 | 盗 塁 死 | 犠 打 | 犠 飛 | 四 球 | 敬 遠 | 死 球 | 三 振 | 併 殺 打 | 打 率 | 出 塁 率 | 長 打 率 | O P S |
| ---------- | ---------- | ----- | ----- | ----- | ----- | ----- | -------- | -------- | -------- | ----- | ----- | ----- | -------- | ----- | ----- | ----- | ----- | ----- | ----- | -------- | ----- | -------- | -------- | ----- |
| 1986       | 近鉄       | 70    | 150   | 129   | 8     | 23    | 4        | 0        | 4        | 39    | 12    | 1     | 1        | 11    | 1     | 9     | 0     | 0     | 46    | 5        | .178  | .230     | .302     | .532  |
| 1987       | 近鉄       | 116   | 324   | 286   | 31    | 62    | 8        | 0        | 6        | 88    | 24    | 0     | 3        | 17    | 0     | 18    | 0     | 3     | 79    | 4        | .217  | .270     | .308     | .578  |
| 1988       | 近鉄       | 117   | 327   | 297   | 29    | 67    | 7        | 1        | 8        | 100   | 29    | 2     | 2        | 15    | 0     | 13    | 1     | 2     | 63    | 7        | .226  | .263     | .337     | .600  |
| 1989       | 近鉄       | 113   | 339   | 282   | 39    | 74    | 20       | 1        | 6        | 114   | 35    | 1     | 2        | 21    | 2     | 29    | 2     | 5     | 73    | 5        | .262  | .340     | .404     | .744  |
| 1990       | 近鉄       | 87    | 228   | 199   | 27    | 47    | 11       | 0        | 4        | 70    | 22    | 0     | 1        | 17    | 1     | 8     | 1     | 3     | 49    | 4        | .236  | .275     | .352     | .627  |
| 1991       | 近鉄       | 71    | 107   | 85    | 3     | 11    | 1        | 0        | 0        | 12    | 4     | 0     | 1        | 9     | 1     | 12    | 0     | 0     | 24    | 3        | .129  | .235     | .141     | .376  |
| 1992       | 近鉄       | 54    | 93    | 82    | 3     | 17    | 1        | 0        | 0        | 18    | 4     | 0     | 0        | 3     | 0     | 5     | 0     | 3     | 22    | 2        | .207  | .278     | .220     | .498  |
| 1993       | 近鉄       | 33    | 69    | 64    | 3     | 14    | 2        | 1        | 1        | 21    | 11    | 0     | 0        | 4     | 1     | 0     | 0     | 0     | 15    | 2        | .219  | .215     | .328     | .543  |
| 1994       | 近鉄       | 15    | 18    | 16    | 1     | 3     | 0        | 0        | 0        | 3     | 0     | 0     | 0        | 1     | 0     | 1     | 0     | 0     | 4     | 1        | .188  | .235     | .188     | .423  |
| 1995       | 日本ハム   | 72    | 103   | 88    | 6     | 18    | 0        | 0        | 0        | 18    | 6     | 1     | 0        | 3     | 0     | 11    | 0     | 1     | 13    | 2        | .205  | .300     | .205     | .505  |
| 1996       | 日本ハム   | 72    | 99    | 91    | 5     | 17    | 1        | 1        | 0        | 20    | 5     | 0     | 0        | 3     | 1     | 4     | 0     | 0     | 17    | 3        | .187  | .219     | .220     | .439  |
| 1997       | 日本ハム   | 81    | 143   | 125   | 9     | 27    | 2        | 0        | 1        | 32    | 7     | 0     | 0        | 7     | 0     | 9     | 0     | 2     | 20    | 3        | .216  | .279     | .256     | .535  |
| 1998       | 日本ハム   | 9     | 3     | 3     | 0     | 0     | 0        | 0        | 0        | 0     | 0     | 0     | 0        | 0     | 0     | 0     | 0     | 0     | 0     | 0        | .000  | .000     | .000     | .000  |
| 通算：13年 | 通算：13年 | 910   | 2003  | 1747  | 164   | 380   | 57       | 4        | 30       | 535   | 159   | 5     | 10       | 111   | 7     | 119   | 4     | 19    | 425   | 41       | .218  | .274     | .306     | .580  |

### 年度別守備成績
| 年度 | 試合 | 企図数 | 許盗塁 | 盗塁刺 | 阻止率 |
| ---- | ---- | ------ | ------ | ------ | ------ |
| 1986 | 70   | 41     | 26     | 15     | .366   |
| 1987 | 116  | 103    | 72     | 31     | .301   |
| 1988 | 116  | 66     | 50     | 16     | .242   |
| 1989 | 112  | 81     | 57     | 24     | .296   |
| 1990 | 83   | 59     | 45     | 14     | .237   |
| 1991 | 69   | 48     | 39     | 9      | .188   |
| 1992 | 52   | 20     | 18     | 2      | .100   |
| 1993 | 29   | 14     | 10     | 4      | .286   |
| 1994 | 15   | 9      | 8      | 1      | .111   |
| 1995 | 71   | 45     | 36     | 9      | .200   |
| 1996 | 70   | 40     | 31     | 9      | .225   |
| 1997 | 80   | 55     | 43     | 12     | .218   |
| 1998 | 9    | 3      | 2      | 1      | .333   |
| 通算 | 892  | 584    | 437    | 147    | .252   |

### 表彰
- ベストナイン：1回 (1989年)

### 記録
初記録
- 初出場・初先発出場：1986年4月4日、対日本ハムファイターズ1回戦（藤井寺球場）、9番・捕手として先発出場
- 初安打：1986年4月10日、対ロッテオリオンズ2回戦（日生球場）、7回裏に石川賢から
- 初打点：1986年4月12日、対南海ホークス1回戦（大阪スタヂアム）、4回表に山内和宏から2点適時二塁打
- 初本塁打：1986年4月23日、対西武ライオンズ1回戦（藤井寺球場）、6回裏に東尾修から左越2ラン

その他の記録
- オールスターゲーム出場：1回 （1987年）

### 背番号
- 40 （1985年 - 1988年、1995年 - 1998年）
- 10 （1989年 - 1994年）
- 84 （1999年 - 2006年）
- 85 （2010年 - 2017年、2023年 - ）